# マノロ・ポルタノーヴァ
マノロ・ポルタノーヴァ（イタリア語: Manolo Portanova、2000年6月2日 - ）は、イタリア・ナポリで生まれたイタリアのサッカー選手。セリエA・ジェノアCFC所属。ポジションはミッドフィールダー。

## 経歴
ラツィオ下部組織出身で、2017年にユヴェントスのユースチームへ移籍した。
2019年3月30日、セリエCのピストイエーゼ戦でプロデビューを果たした。
2019年5月26日、セリエAのUCサンプドリア戦においてトップチームで初出場した。
2021年1月29日、セリエAのジェノアCFCへの移籍が発表された。移籍金は1000万ユーロ、ボーナスは最大で500万ユーロ。なお、同じくジェノアへ移籍するエリア・ペトレッリとニコロ・ロヴェッラの実質的なトレードである。

## 人物
父はシエーナやボローニャでプレーしていたダニエレ・ポルタノーヴァ。弟のデニス・ポルタノーヴァはトリノFCのユースチームに所属している。

## タイトル
U-23ユヴェントスFC
- コッパ・イタリア・セリエC  : 2019-20

ユヴェントスFC
- セリエA  : 2019-20
- スーペルコッパ・イタリアーナ：2020